# Offerdals distrikt
Offerdals distrikt är ett distrikt i Krokoms kommun och Jämtlands län. Distriktet ligger omkring Änge i västra Jämtland.

## Tidigare administrativ tillhörighet
Distriktet inrättades 2016 och utgörs av Offerdals socken i Krokoms kommun.
Området motsvarar den omfattning Offerdals församling hade 1999/2000.

## Tätorter och småorter
I Offerdals distrikt finns en tätort och fyra småorter.

### Tätorter
- Änge

### Småorter
- Ede
- Kaxås
- Rise
- Tulleråsen